# Guochang
Guochang (original chinesisch: 果场, Pinyin: Guǒcháng, internationaler Titel: The Fruit Farm; deutsch: Obsthof) ist ein deutsch-chinesischer Dokumentar-Kurzfilm von Nana Xu aus dem Jahr 2025.

## Inhalt
Während der Kulturrevolution baute Nana Xus Vater ein Arbeitslager (vgl. Laogai) im Südwesten Chinas. Es wurde Guochang (chinesisch: 果场, deutsch: Obsthof) genannt und diente zunächst als Gefängnis und später als Bauernhof. Nun reist seine Tochter dorthin und spricht mit den letzten Zeitzeugen.

## Produktion
Der Dokumentarfilm ist der erste Kurzfilm von Regisseurin Nana Xu. Sie habe den Film gedreht, um das Verschweigen der Vergangenheit zu beenden und das Verschwinden von Erinnerungen aufzuhalten. Die Produktion wurde von der MOIN Filmförderung Hamburg Schleswig-Holstein unterstützt.
Die Tonmischung übernahm der Kieler Filmstudent Markus Faerber, nachdem er im Internet eine Stellenanzeige gesehen hatte. Er gab an, dass der Film in China hauptsächlich mit Smartphones gedreht, um so wenig wie möglich aufzufallen. Dies habe die Postproduktion erschwert, da auch keine professionellen Mikrofone verwendet wurden.
Die Filmmusik ist hauptsächlich durch atmosphärische Klänge gelöst. Tatsächliche Musik ist stets diegetisch also auch für die Figuren hörbar.

## Rezeption
Der Film feierte am 20. Februar auf der Berlinale 2025 in der Kategorie Forum Special Premiere. Laut Berlinale ist der Film eine „leidenschaftliche Befragung der demokratiefeindlichen Gegenwart und Geschichte“ und ein authentischer Aufbruch in eine fragile Zukunft.